# 威風堂々 (アルバム)
『威風堂々』（いふうどうどう）は、秋川雅史の3作目のアルバム。
2005年9月21日にテイチクエンタテインメントより発売された。
2006年3月22日にはDVDオーディオとして再発売された。

## 解説
日本のポップスやオペラなどのカバー作品を中心に収録。松井五郎が4曲の詞を手掛けた。半田美和子が2曲デュエットで参加している。
本作は2005年発売だが、翌2006年末に「紅白歌合戦」にて歌唱した「千の風になって」が注目を浴びたことで、本作も2007年1月29日付オリコンアルバムチャートで初のトップ20入り（19位）を達成した。

## 収録曲
| 全編曲: EDISON。 |                                                                    |                    |                            |                  |       |
| #                | タイトル                                                           | 作詞               | 作曲                       |                  | 時間  |
| 1.               | 「Pride〜威風堂々」                                                | 松井五郎           | ELGAR                      |                  | 5:10  |
| 2.               | 「津軽のふるさと」                                                 | 米山正夫           | 米山正夫                   |                  | 4:11  |
| 3.               | 「タイム・トゥ・セイ・グッバイ duet with 半田美和子」              | LUCIO QUARANTOTTO  | FRANCESCO SARTORI          |                  | 4:07  |
| 4.               | 「ヴォラーレ」                                                     | DOMENICO MODUGNO   | DOMENICO MODUGNO           |                  | 3:41  |
| 5.               | 「カルーソー」                                                     | ルーチョ・ダッラ   | ルーチョ・ダッラ           |                  | 5:45  |
| 6.               | 「千の風になって」                                                 | 不詳               | 新井満                     | 日本語詞: 新井満 | 4:44  |
| 7.               | 「グラナダ」                                                       | アグスティン・ララ | アグスティン・ララ         |                  | 4:05  |
| 8.               | 「アネモネ-歌劇「カヴァレリア・ルスティカーナ」間奏曲」            | 松井五郎           | MASCAGNI                   |                  | 3:59  |
| 9.               | 「いい日旅立ち」                                                   | 谷村新司           | 谷村新司                   |                  | 6:33  |
| 10.              | 「君と旅立とう（「タイム・トゥ・セイ・グッバイ」ソロバージョン）」 | LUCIO QUARANTOTTO  | FRANCESCO SARTORI          |                  | 4:07  |
| 11.              | 「ここに君がいれば-歌劇「イーゴリ公」より「だったん人の踊り」」    | 松井五郎           | アレクサンドル・ボロディン |                  | 3:24  |
| 12.              | 「Pride〜威風堂々 duet with 半田美和子」                           | 松井五郎           | ELGAR                      |                  | 5:09  |
| 合計時間:        | 合計時間:                                                          | 合計時間:          | 合計時間:                  | 合計時間:        | 54:55 |

## 楽曲解説
1. 津軽のふるさと
  - 美空ひばりのカバー
2. タイム・トゥ・セイ・グッバイ duet with 半田美和子
  - アンドレア・ボチェッリ及びサラ・ブライトマンのカバー
3. 千の風になって
  - 翌年の2006年にシングルカットされた。
4. いい日旅立ち
  - 日本国有鉄道（国鉄）が行っていた旅行誘致キャンペーン、及びそのキャンペーンソングのカバー